# Greatest Hits (The Offspring)
Greatest Hits é uma coletânea da banda estadunidense The Offspring, lançada em junho de 2005 pela gravadora Columbia Records.

## Faixas[2][7]
1. "Can't Repeat" – 3:24 (inédita)
2. "Come Out and Play (Keep 'Em Separated)" – 3:17 (do álbum Smash)
3. "Self Esteem" – 4:17 (do álbum Smash)
4. "Gotta Get Away" – 3:51 (do álbum Smash)
5. "All I Want" – 1:54 (do álbum Ixnay on the Hombre)
6. "Gone Away" – 4:27 (do álbum Ixnay on the Hombre)
7. "Pretty Fly (for a White Guy)" – 3:08 (do álbum Americana)
8. "Why Don't You Get a Job?" – 2:49 (do álbum Americana)
9. "The Kids Aren't Alright" – 3:00 (do álbum Americana)
10. "Original Prankster" (com vocais de Redman) – 3:41 (do álbum Conspiracy of One)
11. "Want You Bad" – 3:22 (do álbum Conspiracy of One)
12. "Defy You" – 3:48 (do álbum Orange County)
13. "Hit That" – 2:48 (do álbum Splinter)
14. "(Can't Get My) Head Around You" (possui um cover do The Police escondida em si, "Next to You") – 5:56 (do álbum Splinter)

### Faixas bônus
- "The Kids Aren't Alright" (remix de The Wiseguys) – (do single "She's Got Issues") – (possui um cover do The Police escondida em si, "Next to You") – Bônus para Europa e América do Sul
- "Spare Me the Details" (do álbum Splinter) – Bônus para a Austrália
- "Da Hui" (do álbum Splinter) – Bônus para o Japão

### Edição DualDisc[4]
A versão DualDisc do álbum tem no CD as 14 faixas desse álbum, no DVD os videoclipes das mesmas 14 faixas e mais duas versões acústicas da canção "Dirty Magic", do álbum Ignition.

## Desempenho nas paradas musicais
| Parada musical (2005)             | Melhor posição | Certificação | Vendas          |
| --------------------------------- | -------------- | ------------ | --------------- |
| Billboard 200 (Estados Unidos)    | 8              | Ouro         | Mais de 983,000 |
| Parada de álbuns da Austrália     | 2              | Platina      | Mais de 70,000  |
| Parada de álbuns da Áustria       | 6              | Ouro         | Mais de 10,000  |
| Parada de álbuns do Canadá        | 6              | Platina      | Mais de 100,000 |
| Parada de álbuns do Japão         | 1              | Platina      | Mais de 572,606 |
| Parada de álbuns da Finlândia     | 1              | Platina      | Mais de 32,101  |
| Parada de álbuns da Irlanda       | 2              | Platina      | Mais de 15,000  |
| Parada de álbuns da Nova Zelândia | 1              | 2× Platina   | Mais de 30,000  |
| Parada de álbuns da Suíça         | 5              | Platina      | Mais de 40,000  |
| Parada de álbuns do Reino Unido   | 14             | Prata        | Mais de 60,000  |
| Mundo                             | Mundo          | Mundo        | 4,500,000       |